# К-Д Лаб
«К-Д Лаб» (KD-Lab) — российская компания, разработчик компьютерных игр. Известна сюрреалистическими игровыми вселенными, подчиняющимися странным законам, а также экспериментами с жанрами. Первой игрой студии стала «Вангеры», одной из последних — «Периметр».

## История
Компания была основана осенью 1995 года в Калининграде. В 1998 году вышла первая игра студии — «Вангеры».
В начале 1999 года команда «К-Д Лаб» приступила к разработке «Мехосомы» — пошаговой гоночной игры на мехосах из мира «Вангеров». После долгих экспериментов над игровым процессом было решено добавить традиционное аркадное управление (вдобавок к пошаговому), переделать стилистику и вселенную. Игра была переименована в «Самогонки».
После этого студия приступила к разработке второй большой игры — «Периметр». В 2001 году был подписан контракт с издателем 1С, взявшем на себя выпуск «Периметра» Осенью того же года были изданы «Самогонки» (Spanking Runners) для англоязычной аудитории.
«Периметр» был издан в 2004 году, за рубежом её издавала компания Codemasters.
В октябре 2004 «К-Д Лаб» объявила о создании новой торговой марки KDV Games. Команда KDV Games сфокусировалась на разработке системы управления проектом Vista Engine и стратегии реального времени Maelstrom. Maelstrom поступила в продажу в феврале 2007 года.
Весной—летом 2023 года была основана «Ассоциация К-Д Лаб», которая займётся переизданием игр студии «К-Д Лаб» и поддержкой инди-разработчиков.

## Разработанные игры

### Самостоятельные
- Вангеры
- Самогонки
- Периметр и Периметр: Завет Императора.
- Maelstrom: The Battle for Earth Begins
- Периметр 2: Новая Земля

### Концепты
- Brainy Ball
- BIPROLEX +
- МОБЛ

### Сериалы
- «Ну, погоди! Выпуск 2. Круглый счёт» — головоломки, основанные на идеях Brainy Ball
- «Ну, погоди! Выпуск 3. Песня для зайца»
- «Братья Пилоты 3D. Дело об Огородных вредителях»
- «Братья Пилоты 3D. Тайны Клуба Собаководов»

### Мультфильмы
- «Карлик Нос» — игра, основанная на одноимённом мультфильме

## Награды
- КРИ-2004. «Лучшая игра для PC» за «Периметр»
- КРИ-2004. «Лучший игровой дизайн» за «Периметр»
- Награды журнала Game.EXE, 2004. «Левая Резьба Года» за «Периметр»
- Награды журнала Game.EXE, 2001. «Левая Резьба Года» за «Самогонки»
- «Самогонки» — лучшая аркада 2001 года по итогам открытого голосования Absolute Top
- IGF 2000. Игра СамоГонки (Moonshine Runners) выбрана в число девяти финалистов IGF 2000 и получила звание «Independent Games Festival Winner»[7][8].
- Награды журнала Game.EXE, 1998. «Левая Резьба Года» за «Вангеров»
- ENIX Game Software Contest II 1998. Grand Prix (200 000 $) присужден игре MOBL (Artificial Life Simulator)[9].
- ENIX Internet Entertainment Contest 1996. Второй приз (Second Prize, 10 000 $) за головоломку Brainy Ball[10][11].